# Lijst van rijksmonumenten in Maastricht/Sint Bernardusstraat
Een overzicht van de 21 rijksmonumenten in de stad Maastricht gelegen aan of bij de Sint Bernardusstraat.
| Object                                                                                    | Oorspronkelijke functie? | Bouwjaar              | Architect | Locatie                         | Coördinaten?                  | Nr.?  | Afbeelding                  |
| ----------------------------------------------------------------------------------------- | ------------------------ | --------------------- | --------- | ------------------------------- | ----------------------------- | ----- | --------------------------- |
| Voormalig Kanunnikenhuis.                                                                 | Gebouw                   | 17e - 18e eeuw        |           | Sint Bernardusstraat 1A         | 50° 50' 49" NB, 5° 41' 39" OL | 26702 | Meer afbeeldingen           |
| Huis met lijstgevel.                                                                      | Woonhuis                 | 18e eeuw              |           | Sint Bernardusstraat 2          | 50° 50' 49" NB, 5° 41' 38" OL | 26703 | Meer afbeeldingen           |
| Huis met lijstgevel.                                                                      | Gebouw                   | eerste helft 18e eeuw |           | Sint Bernardusstraat 3          | 50° 50' 48" NB, 5° 41' 39" OL | 26704 | Meer afbeeldingen           |
| Huis met lijstgevel.                                                                      | Woonhuis                 | eerste helft 18e eeuw |           | Sint Bernardusstraat 5          | 50° 50' 48" NB, 5° 41' 39" OL | 26705 | Meer afbeeldingen           |
| Koetspoort in Naamse steen.                                                               | Grensafbakening          |                       |           | Koetspoort Sint Bernardusstraat | 50° 50' 48" NB, 5° 41' 39" OL | 26706 | Koetspoort in Naamse steen. |
| Huis met lijstgevel.                                                                      | Gebouw                   |                       |           | Sint Bernardusstraat 6          | 50° 50' 48" NB, 5° 41' 39" OL | 26707 | Meer afbeeldingen           |
| Huis met eenvoudige lijstgevel.                                                           | Gebouw                   | eerste helft 18e eeuw |           | Sint Bernardusstraat 7          | 50° 50' 48" NB, 5° 41' 39" OL | 26708 | Meer afbeeldingen           |
| Huis met lijstgevel.                                                                      | Woonhuis                 | eerste helft 18e eeuw |           | Sint Bernardusstraat 8          | 50° 50' 48" NB, 5° 41' 39" OL | 26709 | Meer afbeeldingen           |
| Huis met eenvoudige lijstgevel.                                                           | Gebouw                   |                       |           | Sint Bernardusstraat 9AB        | 50° 50' 47" NB, 5° 41' 39" OL | 26710 | Meer afbeeldingen           |
| Huis met lijstgevel.                                                                      | Woonhuis                 | 18e eeuw              |           | Sint Bernardusstraat 10         | 50° 50' 48" NB, 5° 41' 39" OL | 26711 | Meer afbeeldingen           |
| Huis met lijstgevel.                                                                      | Gebouw                   | eerste helft 18e eeuw |           | Sint Bernardusstraat 11         | 50° 50' 47" NB, 5° 41' 39" OL | 26712 | Meer afbeeldingen           |
| Huis met gepleisterde lijstgevel.                                                         | Woonhuis                 | 18e eeuw              |           | Sint Bernardusstraat 12         | 50° 50' 48" NB, 5° 41' 39" OL | 26713 | Meer afbeeldingen           |
| Huis met lijstgevel van Naamse steen. Gevelsteen met paard 17 AU CHEVAL NOIR 43.          | Woonhuis                 | 1743                  |           | Sint Bernardusstraat            | 50° 50' 47" NB, 5° 41' 38" OL | 26714 | Meer afbeeldingen           |
| Huis met lijstgevel.                                                                      | Woonhuis                 | eerste helft 18e eeuw |           | Sint Bernardusstraat 13         | 50° 50' 47" NB, 5° 41' 39" OL | 26715 | Meer afbeeldingen           |
| Huis, waarvan de zeer gewijzigde voorgevel resten bevat van een hoofdgestel met consoles. | Gebouw                   | 17e eeuw              |           | Sint Bernardusstraat 14         | 50° 50' 47" NB, 5° 41' 39" OL | 26716 | Meer afbeeldingen           |
| Witgeverfd pand onder gebroken kap met koetspoort.                                        | Woonhuis                 |                       |           | Sint Bernardusstraat 15         | 50° 50' 46" NB, 5° 41' 39" OL | 26717 | Meer afbeeldingen           |
| Huis met brede lijstgevel.                                                                | Woonhuis                 | eerste helft 18e eeuw |           | Sint Bernardusstraat 17         | 50° 50' 46" NB, 5° 41' 40" OL | 26718 | Meer afbeeldingen           |
| Hoekhuis in de trant van de zgn. Maaslandse renaissance.                                  | Gebouw                   | derde kwart 17e eeuw  |           | Sint Bernardusstraat 24         | 50° 50' 46" NB, 5° 41' 39" OL | 26719 | Meer afbeeldingen           |
| Huisje met eenvoudige lijstgevel.                                                         | Gebouw                   | 18e eeuw              |           | Sint Bernardusstraat 27         | 50° 50' 45" NB, 5° 41' 40" OL | 26720 | Meer afbeeldingen           |
| Huis met lijstgevel van Naamse steen.                                                     | Gebouw                   | 18e eeuw              |           | Sint Bernardusstraat 31         | 50° 50' 45" NB, 5° 41' 40" OL | 26721 | Meer afbeeldingen           |
| Helpoort                                                                                  | Omwalling                | 1229                  | onbekend  | Sint Bernardusstraat - Helpoort | 50° 50' 44" NB, 5° 41' 40" OL | 27997 | Meer afbeeldingen           |